# Autópálya M5

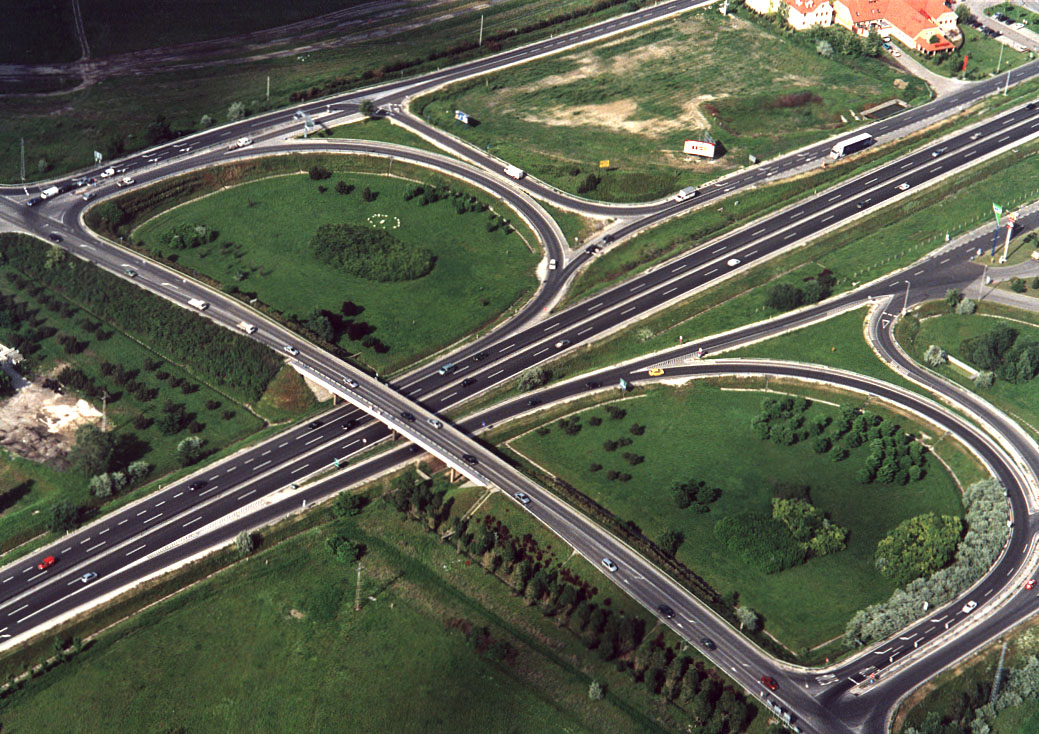
Vista della M5

L'autópálya M5 (in italiano "autostrada M5") è un'autostrada ungherese che collega Budapest alla parte meridionale del paese fino al confine con la Serbia. È lunga 176 chilometri ed è per tutto il tratto a due corsie per senso di marcia.

## Storia
La costruzione dell'autostrada è iniziata nel 1985, dato il traffico intenso sulla parallela strada statale 5, collegando Budapest con Kecskemét. Sulla M5 esistevano barriere di pedaggio poiché era data in concessione dallo stato alla società che la costruiva. Questa situazione durò fino al 2002, quando la costruzione e la gestione passò di nuovo in mano allo stato, che inserì il pagamento tramite bollino come per le altre autostrade (oggi virtuale) e accelerò la costruzione del rimanente tratto, raggiungendo Seghedino nel dicembre 2005 e Röszke, presso il confine, nell'aprile 2006.

## Percorso
| BUDAPEST - RÖSZKE |                                                                                               |     |                |
| Tipo              | Indicazione                                                                                   | km  | Strada europea |
|                   | Budapest piazza Ádám Clark                                                                    | 0   |                |
|                   | Budapest, Nagykőrösi út                                                                       | 11  |                |
|                   | Inizio tratto autostradale                                                                    |     |                |
|                   | Petszentlőrinc / Soroksár                                                                     | 13  |                |
|                   | Bevásárlóközpont - Auchan, IKEA                                                               | 14  |                |
|                   | Superstrada M51 in direzione Raccordo anulare di Budapest                                     | 17  |                |
|                   | Gyál, Alsónémedi                                                                              | 22  |                |
|                   | Raccordo anulare di Budapest Szolnok, Nyíregyháza, Vác, Szentendre Pécs, Székesfehérvár, Győr | 24  |                |
|                   | Ócsa / Üllő                                                                                   | 30  |                |
|                   | Area di servizio "Inárcsi"                                                                    | 35  |                |
|                   | Inárcs                                                                                        | 35  |                |
|                   | Dabas / Albertirsa                                                                            | 44  |                |
|                   | Örkény, Pusztavacs                                                                            | 53  |                |
|                   | Confine della contee di Pest e Bács-Kiskun                                                    |     |                |
|                   | Area di servizio "Lajosmizsei"                                                                | 35  |                |
|                   | Lajosmizse                                                                                    | 35  |                |
|                   | Kecskemét-észak                                                                               | 74  |                |
|                   | Area di parcheggio "Hetényiegyházi"                                                           | 76  |                |
|                   | Kecskemét északi elkerülő, Nagykőrös                                                          | 81  |                |
|                   | Kecskemét-nyugat / Dunaföldvár                                                                | 85  |                |
|                   | Kecskemét-dél / Sükösd, Baja                                                                  | 91  |                |
|                   | Area di servizio "Kecskeméti"                                                                 | 91  |                |
|                   | Kunszállás                                                                                    | 102 |                |
|                   | Kiskunfélegyháza-észak , Bugac / Jakabszállás                                                 | 108 |                |
|                   | Kiskunfélegyháza-dél / Kiskunmajsa                                                            | 114 |                |
|                   | Area di servizio "Petőfiszállási"                                                             | 122 |                |
|                   | Confine della contee di Bács-Kiskun e Csongrád-Csanád                                         |     |                |
|                   | Area di parcheggio "Csengelei"                                                                | 129 |                |
|                   | Kistelek                                                                                      | 140 |                |
|                   | Balástya / Forráskút                                                                          | 147 |                |
|                   | Area di servizio "Szatymazi"                                                                  | 151 |                |
|                   | Autostrada M43 Szeged-észak, Makó, Arad                                                       | 159 |                |
|                   | Szeged-nyugat / Domaszék, Baja                                                                | 166 |                |
|                   | Szeged-dél / Röszke                                                                           | 173 |                |
|                   | Area di servizio "Röszkei"                                                                    | 173 |                |
|                   | Confine di Stato Röszke – Horgoš                                                              | 174 |                |
|                   | Autostrada A1 in direzione Belgrado, Serbia                                                   |     |                |